# Primera División (Chile)
Primera División je 1. chilská fotbalová liga. Momentálně je dle sponzora známá též jako Campeonato AFP PlanVital.

## Historie
Roku 1933 založilo 8 klubů profesionální ligu Liga Profesional de Football de Santiago.
Liga se většinou hrála v 1 celém kalendářním roce. V některých obdobích od konce 20. století ale byly udělovány 2 tituly ročně (Apertura a Clausura).

## Mistři
Zdroj:
(Aktuální do 2019)
| Klub                 | Mistr | Mistrovské roky |
| -------------------- | ----- | --- |
| Colo-Colo            | 32    | 1937, 1939, 1941, 1944, 1947, 1953, 1956, 1960, 1963, 1970, 1972, 1979, 1981, 1983, 1986, 1989, 1990, 1991, 1993, 1996, 1997 Clausura, 1998, 2002 Clausura, 2006 Apertura, 2006 Clausura, 2007 Apertura, 2007 Clausura, 2008 Clausura, 2009 Clausura, 2014 Clausura, 2015 Apertura, 2017 Transición |
| Universidad de Chile | 18    | 1940, 1959, 1962, 1964, 1965, 1967, 1969, 1994, 1995, 1999, 2000, 2004 Apertura, 2009 Apertura, 2011 Apertura, 2011 Clausura, 2012 Apertura, 2014 Apertura, 2017 Clausura |
| Universidad Católica | 14    | 1949, 1954, 1961, 1966, 1984, 1987, 1997 Apertura, 2002 Apertura, 2005 Clausura, 2010, 2016 Clausura, 2016 Apertura, 2018, 2019 |
| Cobreloa             | 8     | 1980, 1982, 1985, 1988, 1992, 2003 Apertura, 2003 Clausura, 2004 Clausura |
| Unión Española       | 7     | 1943, 1951, 1973, 1975, 1977, 2005 Apertura, 2013 Transición |
| Audax Italiano       | 4     | 1936, 1946, 1948, 1957 |
| Magallanes           | 4     | 1933, 1934, 1935, 1938 |
| Everton              | 4     | 1950, 1952, 1976, 2008 Apertura |
| Santiago Wanderers   | 3     | 1958, 1968, 2001 |
| Palestino            | 2     | 1955, 1978 |
| Huachipato           | 2     | 1974, 2012 Clausura |
| Santiago Morning     | 1     | 1942 |
| Cobresal             | 1     | 2015 Clausura |
| O'Higgins            | 1     | 2013 Apertura |
| Green Cross          | 1     | 1945 |
| Unión San Felipe     | 1     | 1971 |